# Фламански Брабант
Фламански Брабант је покрајина у фламанском региону, једном од три Белгијска региона. Граничи са белгијским провинцијама Антверпен, Лимбург, Лијеж, Валонски Брабант, Ено и Источна Фландрија. Фламански регион окружује регион главног града Брисела. Главни град је Левен. Регија обухвата 2,106 кm² и подељена је у два административна дистрикта, који садрже 65 општина.
Фламански Брабант је настао 1995. године дјељењем бивше покрајине Брабант на три дјела: Фламански Брабант, Валонски Брабант и регион главног града Брисела.